# Jessie M. Honeyman Memorial State Park
Der Jessie M. Honeyman Memorial State Park, oft nur als Honeyman State Park bezeichnet, ist ein 208 Hektar großer State Park im Lane County im US-Bundesstaat Oregon. Der Park besitzt einen großen Campingplatz, ist aber auch ein Tagesausflugsziel.

## Anlage

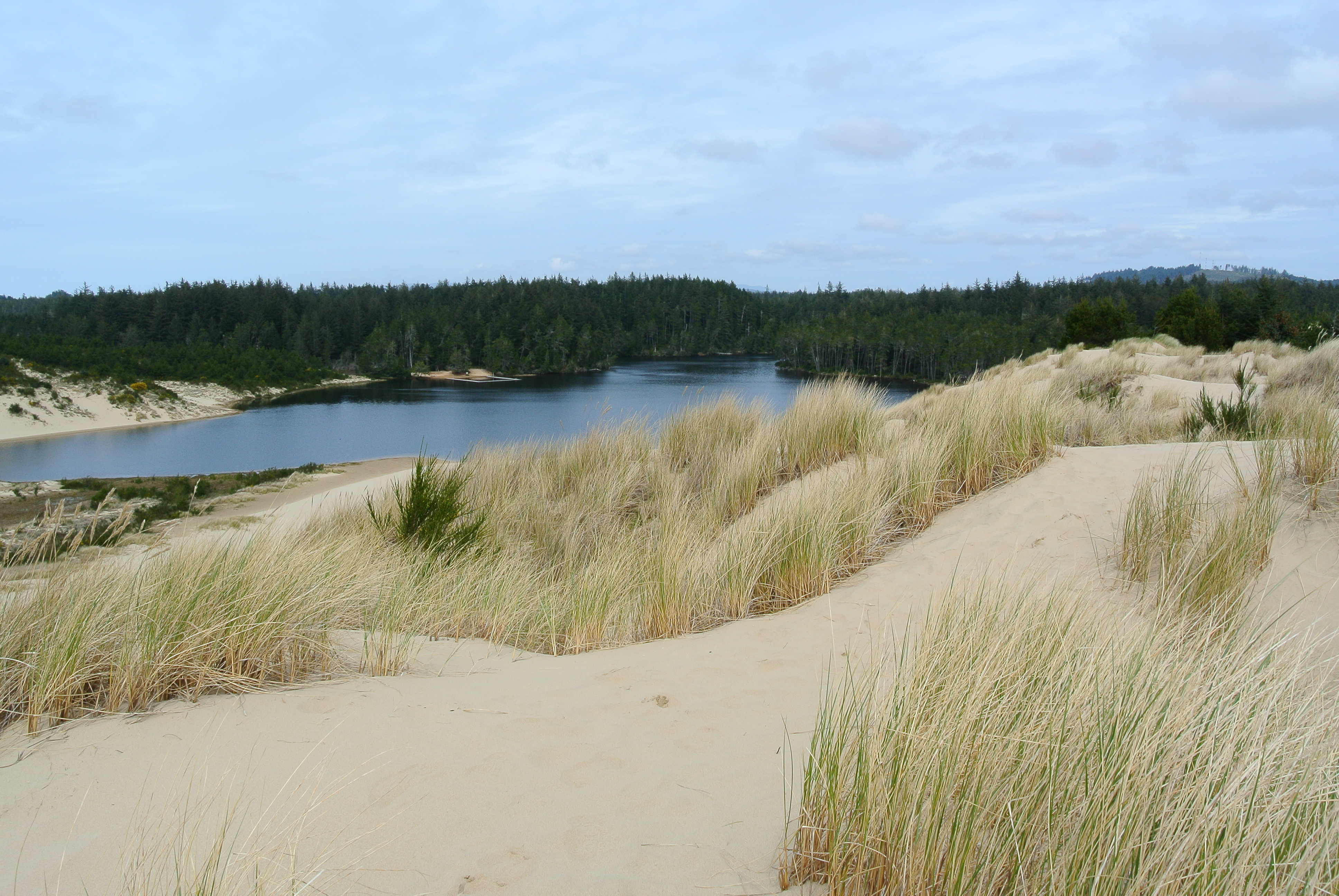
Lake Cleawox

Der State Park liegt in der Mitte der Küste von Oregon, 5 km südlich von Florence am Highway 101. Der State Park besitzt den zweitgrößten Campingplatz Oregons. Der bewaldete Park liegt inmitten der Dünen, die sich über 50 km entlang der Pazifikküste Oregons erstrecken. Vom Pazifischen Ozean ist der Park durch einen 3 km breiten Dünengürtel getrennt, durch den kein befestigter Weg führt. Innerhalb des Parks liegen drei natürliche Seen. Der östlich des Highway 101 gelegene Woahink Lake ist mit einer Fußgängerbrücke über den Highway mit dem Campingplatz verbunden. Mit 141 ha Wasserfläche ist er der größte der drei Seen im Parkgebiet. Am Westufer befindet sich ein Gruppenzeltplatz. Der westlich des Highways gelegene Lake Cleawox hat eine ganz andere Natur, da die Dünen an seiner Westseite direkt bis an den See reichen, während sein östliches Ufer von Rhododendron umsäumt ist. Westlich des Cleawox Lake beginnt die Oregon Dunes National Recreation Area. Der dritte See ist der kleine Lily Lake, der mit Wasserlilien bedeckt und von Rhododendronbüschen umgeben ist.

## Flora und Fauna
Der Park ist mit dichtem Küstenwald mit Douglasien und Sitkafichten bewachsen. Am Boden wachsen Heidelbeeren, Shallon-Scheinbeeren und Prachthimbeeren. Im Frühling blühen die zahlreichen rosa Rhododendronbüsche. In den Feuchtgebieten entlang der zahlreichen Seearme wachsen seltene Pflanzen wie Stinkkohl und Myrte. Der Woahink Lake ist von Wald umgeben und im Herbst ein Rastplatz für Kanadagänse. In den Feuchtgebieten der Seen leben Biber, Bisamratten und zahlreiche Vogelarten. Gelegentlich leben auch Fischotter im Parkgelände.

## Geschichte
Das Parkgebiet wurde zwischen 1930 und 1936 vom Staat Oregon durch Ankäufe erworben. Die rustikalen Gebäude im Park und viele der mit Steinen eingefassten Wege wurden zwischen 1935 und 1940 vom Civilian Conservation Corps gebaut. Das Verwaltungsgebäude am Nordufer des Lake Cleawox wurde ursprünglich als Badehaus errichtet und ist im National Register of Historic Places eingetragen. Benannt wurde der Park nach Jessie Honeyman aus Portland (1852–1948). Als Präsidentin des Oregon Roadside Council setzte sich Honeyman in den 1920er und 1930er Jahren zusammen mit Samuel Boardman, dem ersten Superintendenten der Oregon State Parks, für den Schutz der Landschaft entlang der Highways und der Küsten Oregons ein. Boardman ehrte den Einsatz Honeymans, in dem er den ursprünglich Camp Woahink genannten State Park am 12. Juli 1941 nach ihr benannte. Der State Park war als Ausflugsziel schon nach dem Zweiten Weltkrieg sehr beliebt. Er wurde damals mit einem modernen Campingplatz mit Strom- und Wasseranschlüssen und Duschen ausgestattet. Ende der 1950er Jahre zählte das Magazin Life ihn zu den zehn schönsten State Parks der USA.

## Aktivitäten
Die Benutzung des Parks ist gebührenpflichtig. Neben dem Campingplatz gibt es Picknickplätze, Spielplätze und Sanitäranlagen, dazu einen Kiosk. Zwei der drei Seen dienen dem Wassersport:
- Der Lake Cleawox wird vor allem als Badesee genutzt, man kann aber auf ihm auch Kajak oder Kanu fahren. Da die Dünen bis direkt an den See reichen, verfügt er über einen Sandstrand.
- Der Woahink Lake besitzt eine Bootsrampe und kann mit Kanus, Kajaks oder anderen Booten befahren werden. Der tiefe See wird auch von Sporttauchern genutzt.

In beiden Seen kann man nach Regenbogen- oder Cutthroat-Forellen angeln, im Woahink auch nach Barschen. Durch den Park führen zahlreiche Spazierwege, entlang eines 1,6 km langen Weges stehen Informationstafeln zur Natur und zu den historischen Gebäuden. Vom 1. Oktober bis zum 30. April jeden Jahres darf man direkt vom Campingplatz aus mit Off-Road-Fahrzeugen in die Oregon Dunes National Recreation Area fahren. In den Dünen kann man ferner wandern oder auf Sandboards die Dünen hinab gleiten.
Mitte Mai findet jährlich in Florence ein Rhododendronfestival statt.